# Getelo
Getelo község Németországban, Alsó-Szászországban, Bentheim-Grafschaft járásban. Lakosainak száma 499 fő (2023. december 31.).

## Földrajza
Getelo Itterbeck és Uelsen községekkel határos.